# Révolution badoise de 1848

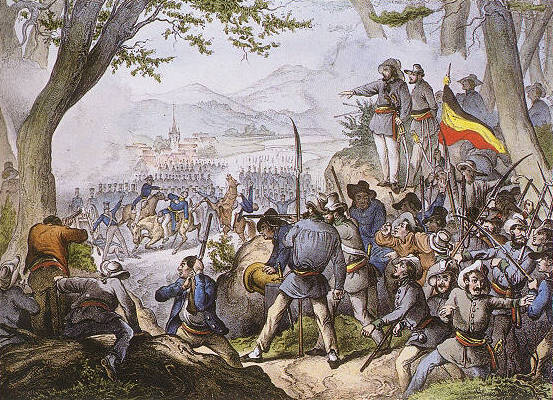
Mort du général Friedrich von Gagern à la bataille près de Kandern. Lithographie contemporaine.

La révolution badoise de 1848 s'est déroulée de 1848 à 1849, dans le Grand-duché de Bade. Elle a commencé en mars 1848 et s'est terminée en juillet 1849 avec la défaite des troupes révolutionnaires badoises contre les troupes prussiennes. Les révolutionnaires aspiraient à une constitution et une monarchie parlementaire. Plusieurs tentatives d'instauration d'une république se sont toutefois soldées par un échec.
Elle aspirait à la création d'une république badoise - ou allemande dans le contexte plus large - gouvernée par le peuple.
La révolution prend fin le 23 juillet 1849 avec la répression militaire du dernier soulèvement et la prise de la forteresse de Rastatt par les troupes fédérales sous commandement prussien. 